# Rosyjski Korpus Ochotniczy
Rosyjski Korpus Ochotniczy (ros. Русский добровольческий корпус, ukr. Російський добровольчий корпус) – jedna z formacji paramilitarnych zrzeszających Rosjan, którzy zdecydowali się wesprzeć Ukrainę w trakcie rosyjskiej agresji na ten kraj w 2022 roku.

## Historia
Korpus został utworzony w 2022 roku, po rozpoczęciu pełnoskalowej inwazji Rosji na Ukrainę. Jest formacją, która obok Legionu „Wolność Rosji” zrzesza Rosjan walczących przeciwko „wojskom Putina” na Ukrainie. RKO od „Wolności Rosji” odróżnia to, że jego członkowie nie są rekrutowani z jeńców lub dezerterów, tylko z emigrantów mieszkających zarówno na Ukrainie, jak i w innych państwach. Według publicystów strony „Obozriewatiel” żołnierze Korpusu walczyli za Ukrainę od czasu wybuchu wojny w Donbasie służąc w różnych batalionach ochotniczych (np. „Azow”). Zrzesza osoby o poglądach prawicowych i konserwatywnych. Informacje o ruchach RKO na froncie są niezwykle rzadko podawane. Przedstawiciele jednostki twierdzą, że formacja wypełnia misje bojowe na południowo-wschodniej Ukrainie będąc w „aktywnej obronie” (stan na 25.08.2022). 
W pod koniec maja i w czerwcu 2023 roku członkowie RKO wzięli udział w rajdach na obwód biełogrodzki w Rosji.

## Symbolizm i ideologia

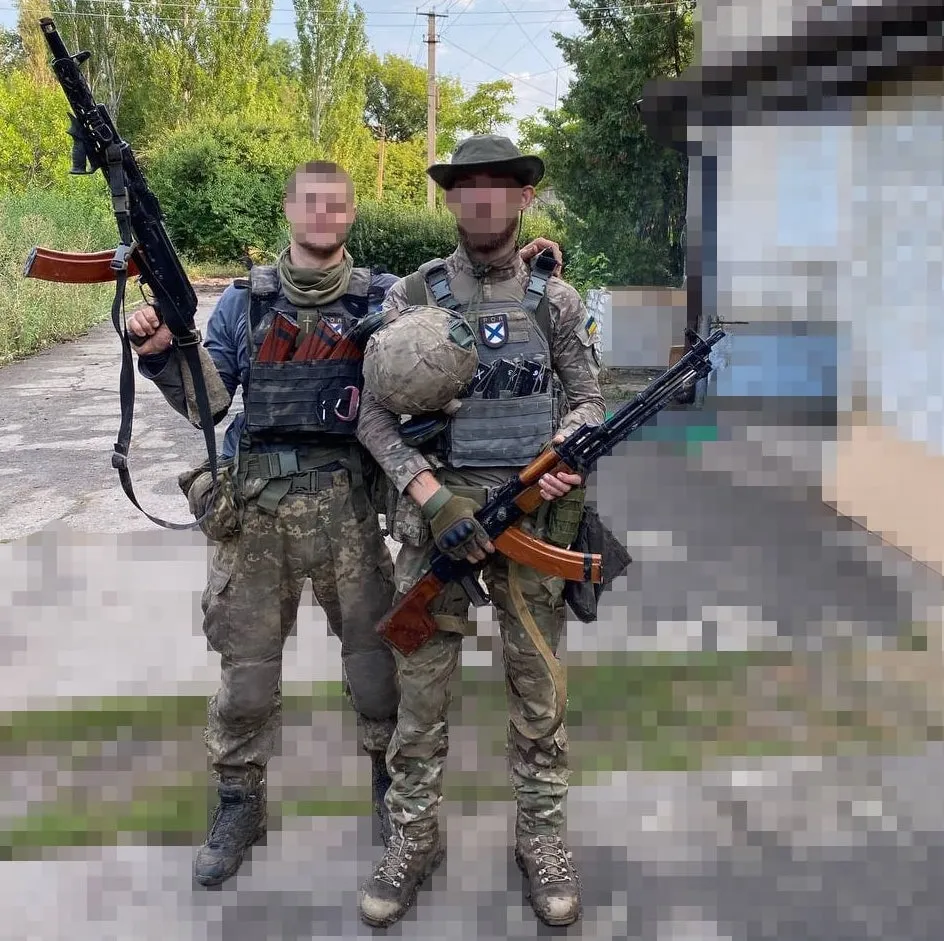
Żołnierze Korpusu na Ukrainie. Uwagę zwraca naszywka z symbolem ROA na ich mundurach

Członkowie jednostki wyznają poglądy skupione wokół prawicy. Uważają się za konserwatystów i tradycjonalistów. Ich zdaniem władzę w Federacji Rosyjskiej stanowią „terroryści” i uznaje niemożność oraz niedopuszczalność prowadzenia z nimi negocjacji, a wojna na Ukrainie odbywa się z pogwałceniem praw międzynarodowych i zasad etycznych. W manifeście opublikowanym przez ukraiński Interfax Korpus Ochotniczy określił jako swoje cele ochronę i odbudowę integralności terytorialnej Ukrainy w granicach z 1991 r. i obalenie „reżimu panującego w Federacji Rosyjskiej”, a celem do ich osiągnięcia mają być:
- organizacja międzynarodowego trybunału przeciwko wszystkim zaangażowanym w rozpętanie, prowadzenie i wspieranie agresywnej wojny przeciwko Ukrainie;
- odmowa uznania aneksji terytoriów zajętych przez wojska rosyjskie podczas wojen agresywnych;
- całkowita reforma ustroju państwowego FR;
- uznanie i przestrzeganie praw do samostanowienia narodów zamieszkujących FR[3].

Według anonimowego członka Korpusu „Rosja to wypalona ziemia, nie można tam być ani lewicowym, ani prawicowym. Tam można być albo gliną, albo ofiarą gliny. Wyjechaliśmy z tego neosowieckiego Gułagu na Ukrainę, ale Gułag wciąż depcze nam po piętach. On chce zamienić Ukrainę w barak obozowy, tak jak już zamienił Rosję. Więc dość uciekania, czas wstać i walczyć o nasze życie i nasz honor”.
Symbolem jednostki jest biało-czarny symbol tarczy z szewronem, na której znajduje się miecz. Bardzo podobnej symboliki używała „Biała Idea”, emigracyjne ugrupowanie dla młodzieży nacjonalistycznej utworzone w 1934 r. zrzeszające wrogów systemu komunistycznego. Żołnierze formacji aktywnie korzystają z symboli Rosyjskiej Armii Wyzwoleńczej – organizacji wojskowej, która w trakcie II wojny światowej kolaborowała z III Rzeszą.